# Syzygium fijiense
Syzygium fijiense är en myrtenväxtart som beskrevs av Lily May Perry. Syzygium fijiense ingår i släktet Syzygium och familjen myrtenväxter. IUCN kategoriserar arten globalt som livskraftig.
Artens utbredningsområde är Fiji. Inga underarter finns listade i Catalogue of Life.